# Exotic Birds and Fruit
Exotic Birds and Fruit är ett musikalbum av Procol Harum. Albumet släpptes i april 1974 på skivbolaget Chrysalis Records och spelades in månaderna runt årsskiftet 1973-74. Albumet innehåller mer avskalad rock än det föregående albumet Grand Hotel som var mer inriktat på symfonisk rock. Detta är tydligt i den inledande låten "Nothing But the Truth" och "Monseiur R. Monde". Albumet nådde inte listplacering i Storbritannien och inte särskilt högt på Billboardlistan i USA, men sålde bättre i Skandinavien.

## Låtlista
1. "Nothing But the Truth" - 3:13
2. "Beyond the Pale" - 3:03
3. "As Strong as Samson" - 5:05
4. "The Idol" - 6:38
5. "The Thin End of The Wedge" - 3:44
6. "Monsieur R. Monde" - 3:40
7. "Fresh Fruit" - 3:05
8. "Butterfly Boys" - 4:25
9. "New Lamps For Old" - 4:07

## Listplaceringar
| Lista (1974) | Position           |
| ------------ | ------------------ |
| Danmark      | 9 (DR "Top 20")    |
| Finland      | 16                 |
| Norge        | 12 (VG-lista)      |
| Sverige      | 9 (Kvällstoppen)   |
| USA          | 86 (Billboard 200) |
| Västtyskland | 38                 |